# Utetheisa elata
Utetheisa elata là một loài bướm đêm thuộc phân họ Arctiinae, họ Erebidae.